# بلگوایلر
بلگوایلر (به آلمانی: Belgweiler) یک شهر در آلمان است که در راین-هونسروک واقع شده‌است. بلگوایلر ۲۱۲ نفر جمعیت دارد.